# Riley Technologies
Cet article concerne le producteur de châssis Daytona Prototype. Pour le constructeur britannique fondé en 1890, voir Riley (automobile). Pour l'écurie d'IRL, voir Riley & Scott.

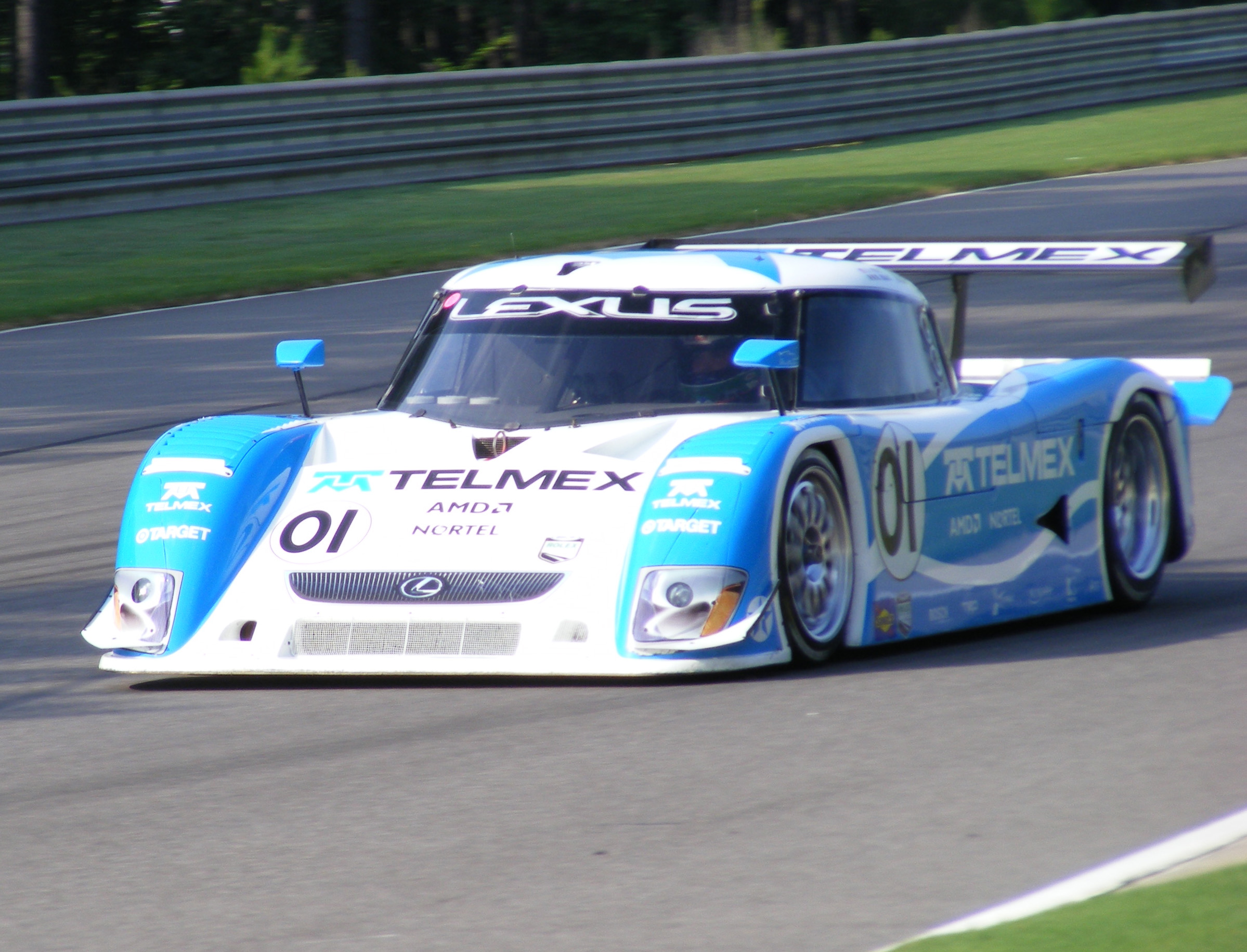
La Riley-Lexus victorieuse en 2007

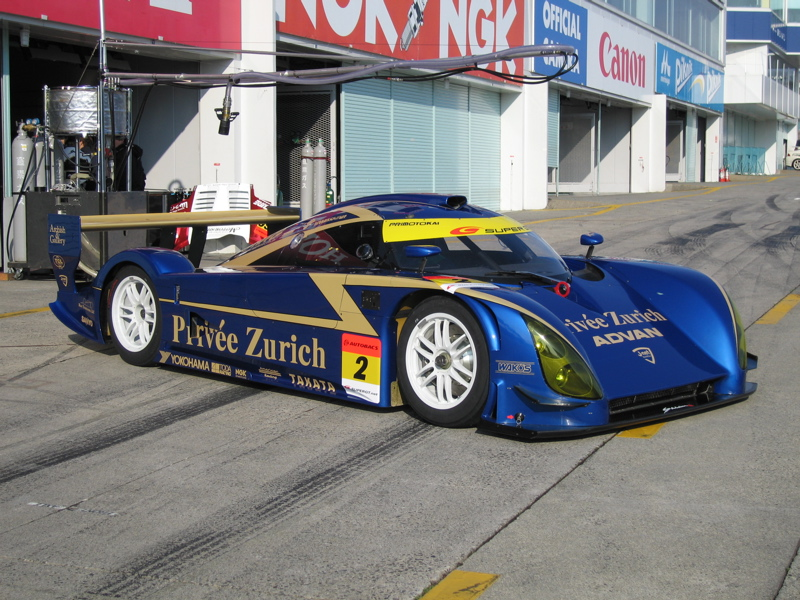
La Mooncraft Shiden 2006

Riley Technologies est un constructeur automobile américain fondé par Bob Riley et son fils en 2001. L'entreprise est née à la suite du démantèlement de Reynard Motorsport qui avait acquis Riley & Scott en 1999.
Riley est le principal fournisseur de châssis Daytona Prototype pour les Rolex Sports Car Series mais prépare aussi le châssis de la Mazda RX-8 qui remporte la catégorie GT de ce championnat en 2010.

## Palmarès
- Champion de Rolex Sports Car Series de 2005 à 2012
- Vainqueur des 24 Heures de Daytona de 2005 à 2013
- Vainqueur des 6 Heures de Watkins Glen de 2004 à 2010
- Champion Super GT en 2007 dans la catégorie GT300 avec le Mooncraft Shiden, crée sur base de châssis Riley Technologies